# Halde Haniel

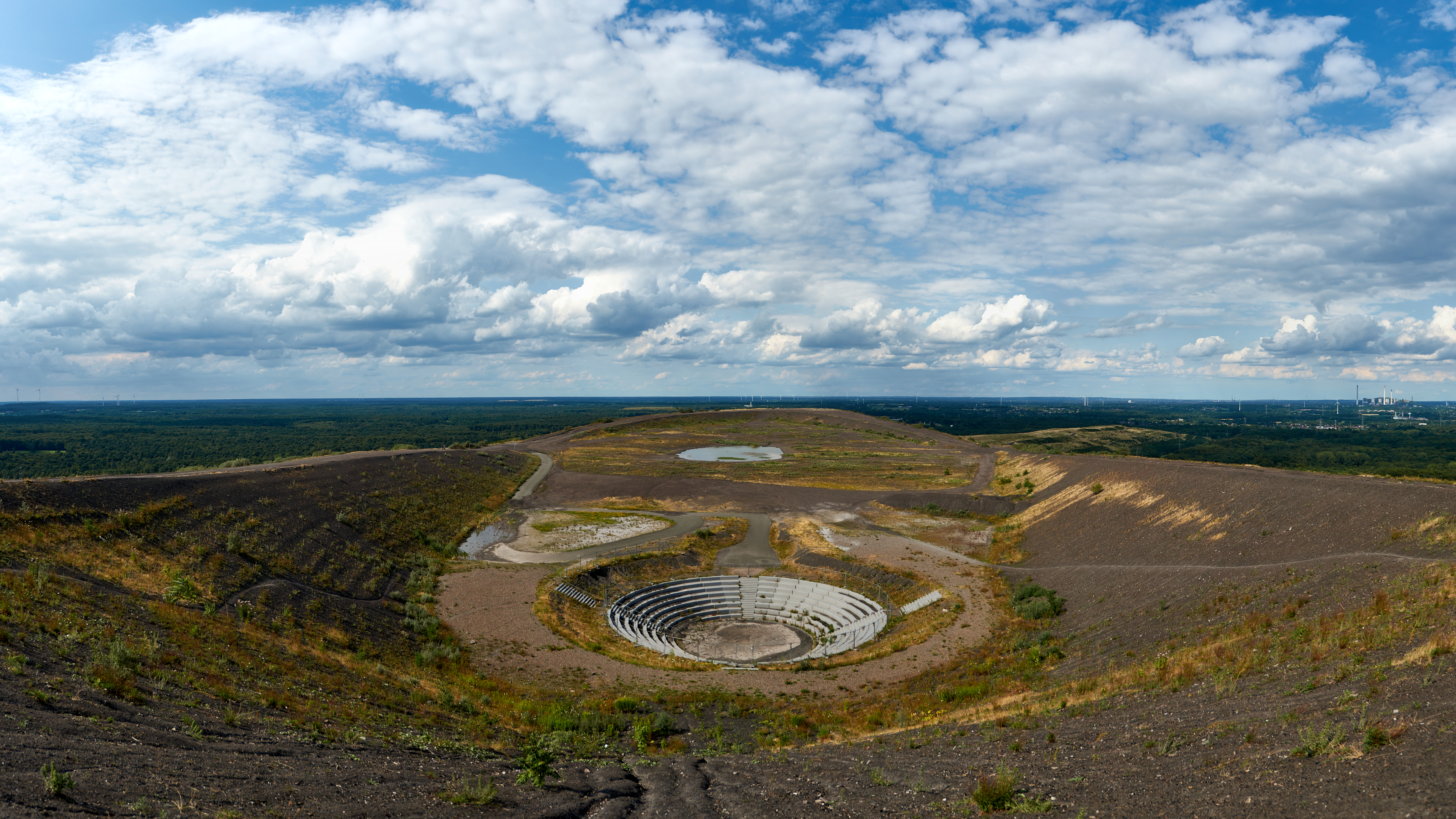
Aussicht von der höchsten Kante auf der Halde Haniel nach Norden

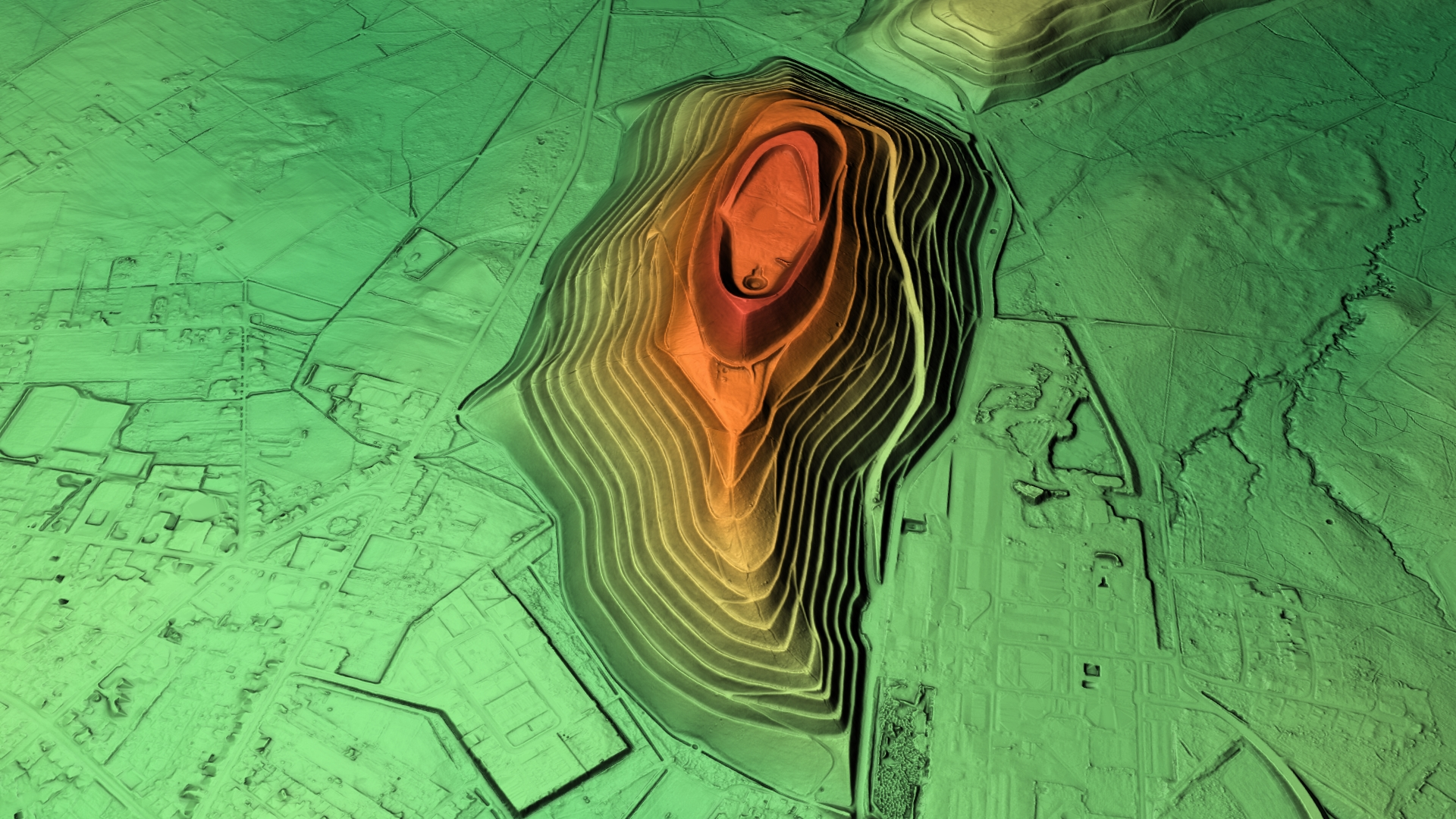
3D-Ansicht des digitalen Geländemodells

Die Halde Haniel in Bottrop (an der Grenze zu Oberhausen-Königshardt) ist mit 159 m Höhe (184,9 m über Normalnull) eine der höchsten Halden des Ruhrgebiets. Aufgetürmt wurde sie in Form zweier Spiralen durch Abraum der Steinkohlezeche Prosper-Haniel und der Zeche Osterfeld. Im Norden schließt sich die Halde Schöttelheide an.

## Kultivierung und Nutzung

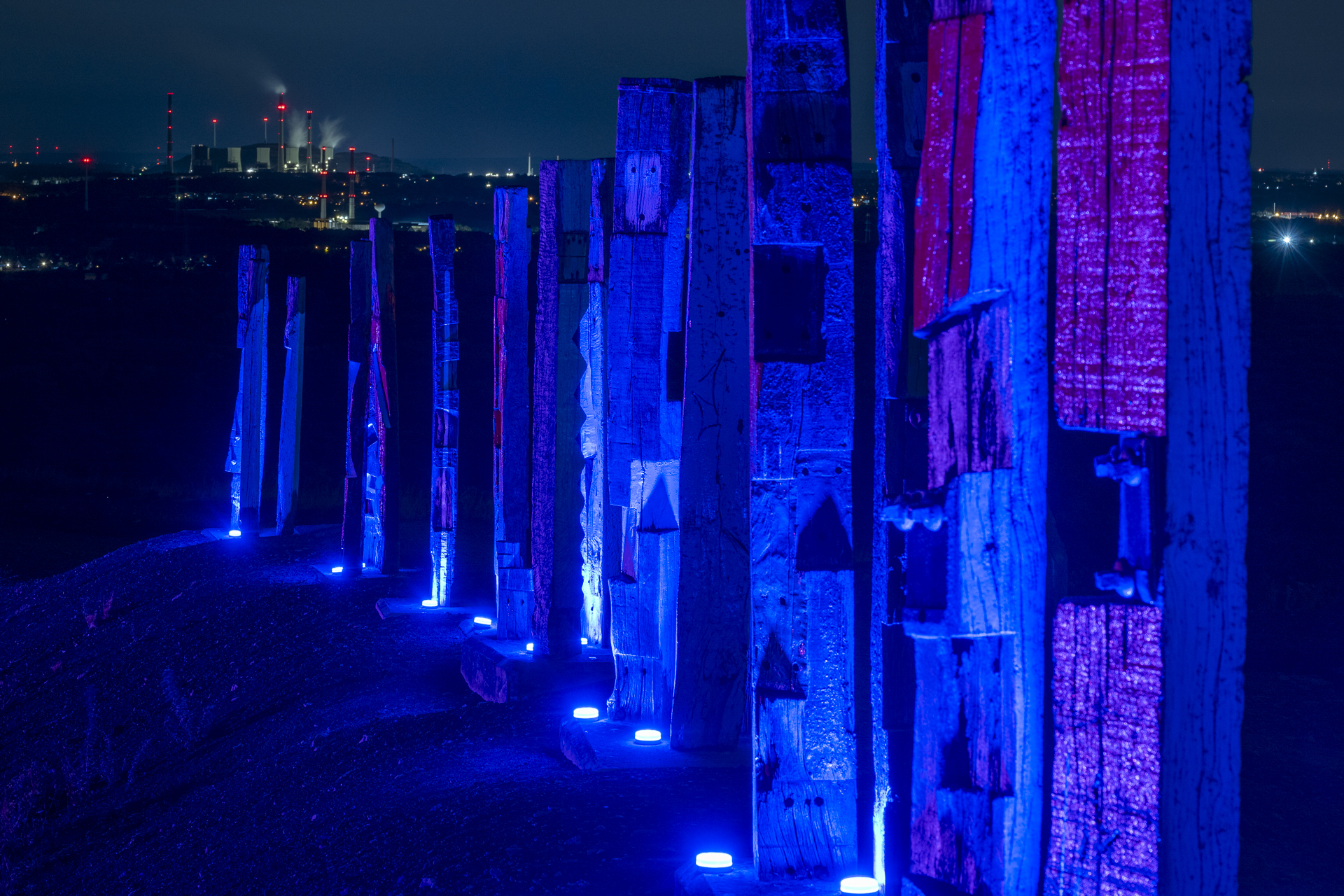
Lichtinstallation der Fotografen Torsten Thies und Jens Herre. (Foto: 2022)

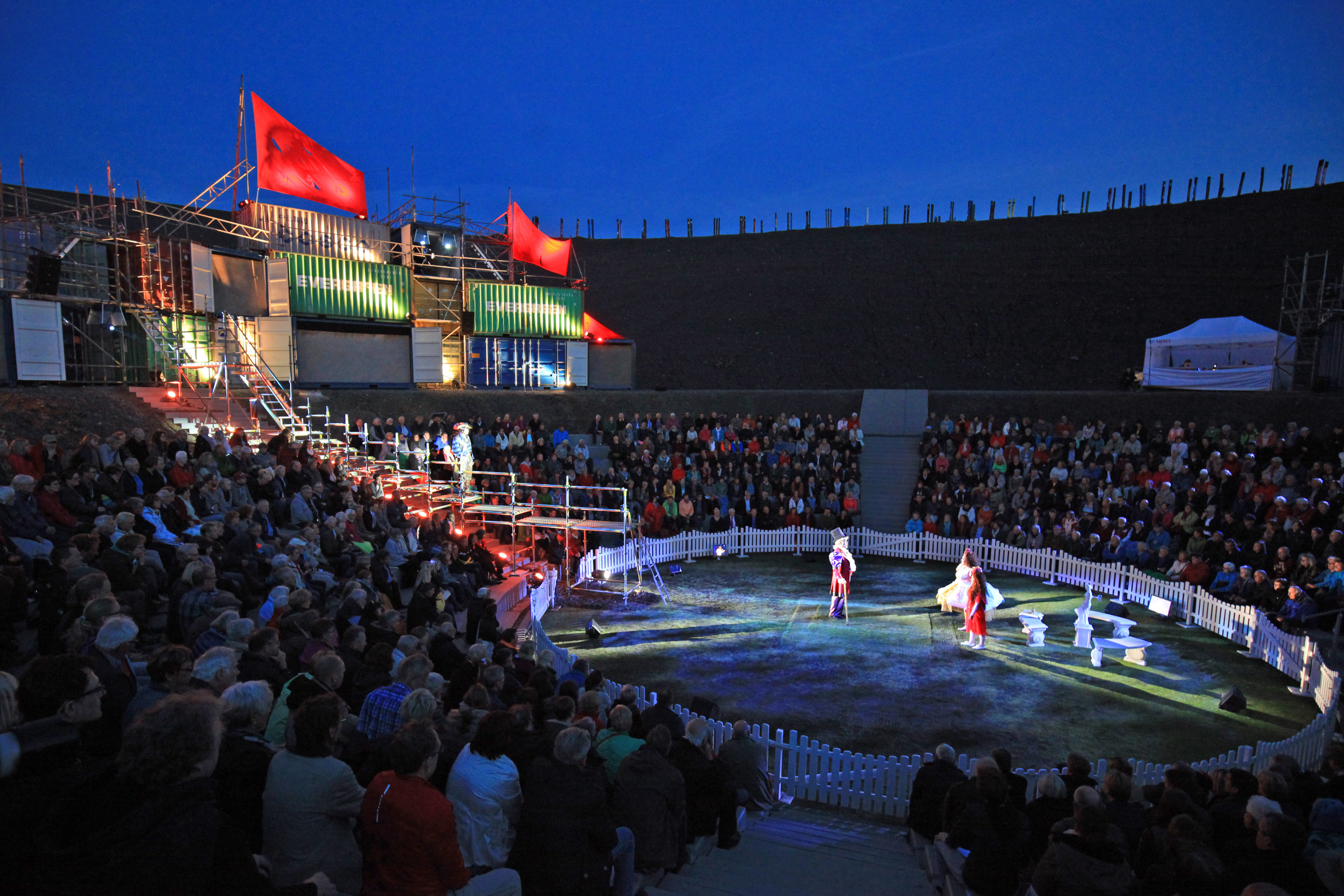
Szenenfoto Der Fliegende Holländer, Inszenierung Thomas Grandoch, Stadt Bottrop (Foto: 2016)

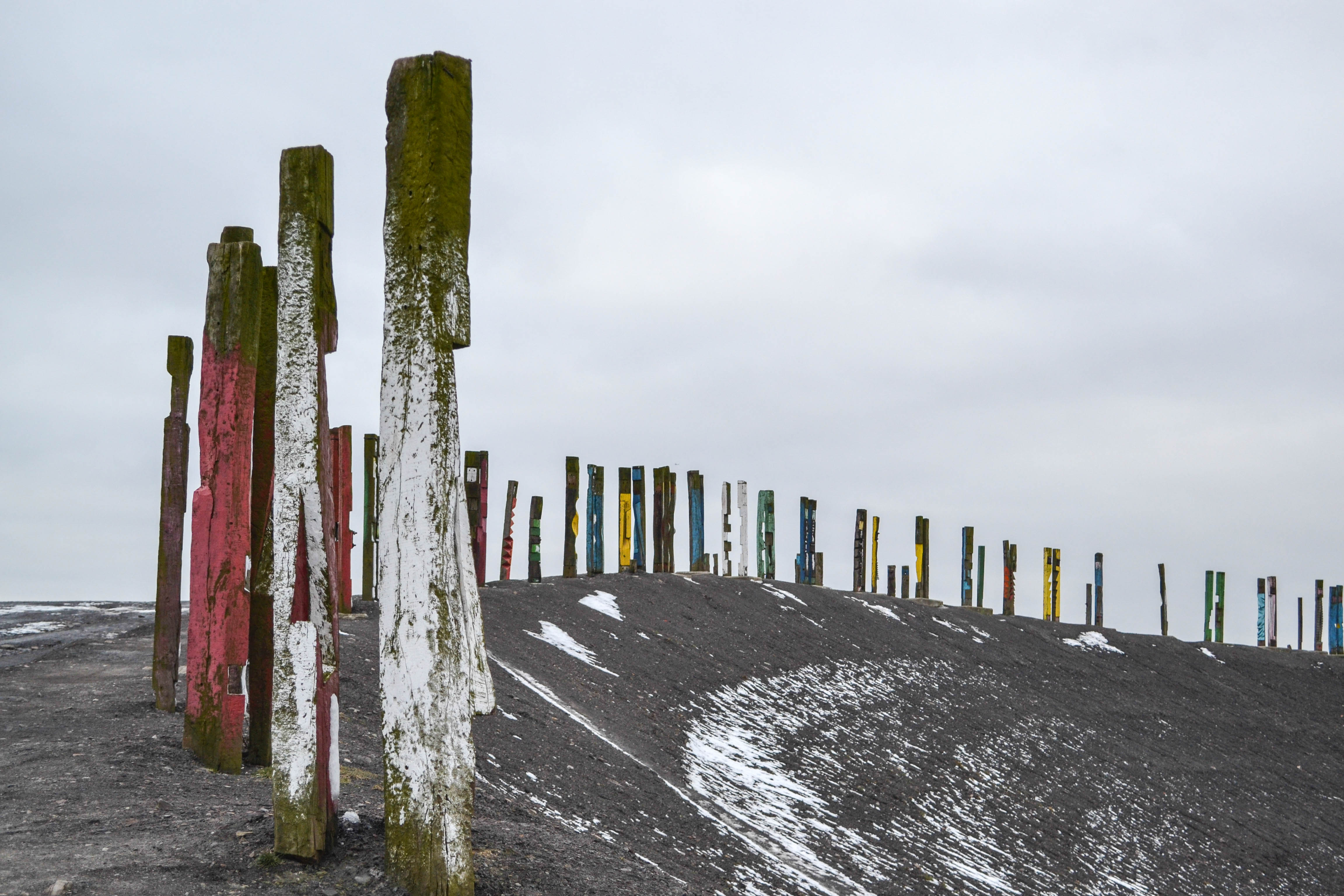
"Totem" auf der Halde Haniel im Winter

Auf dem Plateau der südlichen Spirale wurde 1992 das Gipfelkreuz aufgestellt, das anlässlich des Besuches von Papst Johannes Paul II. am 2. Mai 1987 von Auszubildenden des Bergwerkes aus Spurlatten angefertigt und durch Bischof Franz Hengsbach am Karfreitag desselben Jahres gesegnet wurde. Es ist Teil eines Kreuzwegs mit 15 Stationen, der am Kleekamp beginnt, und markierte eine Zeitlang zugleich die Haldenspitze als Landmarke. Durch weitere Anschüttungen in der Folgezeit nördlich des Kreuzes ist das Plateau heute nicht mehr der höchste Punkt. Der von Tisa von der Schulenburg und Adolf Radecki gestaltete Kreuzweg wurde 1995 durch Bischof Hubert Luthe eingeweiht. Hier finden karfreitags regelmäßig Prozessionen statt. Kombiniert ist der Kreuzweg mit einem Bergbaulehrpfad mit typischen Maschinen und Geräten aus dem Bergbau.
Neben dem Holzkreuz – in einer Höhe von 126 Metern – befindet sich ein im Vollkreis angelegtes Amphitheater mit 800 Plätzen, die Bergarena. Hier finden regelmäßig Kultur- und Theaterveranstaltungen statt, unter anderem wurden die Stücke Jedermann (1999), Ein Sommernachtstraum (2001), Die Dreigroschenoper (2002) und Cabaret (2003) aufgeführt. Anlässlich des Kulturhauptstadtjahres „Ruhr.2010“ fand hier eine Neuinszenierung von Giuseppe Verdis Oper Aida unter der künstlerischen Leitung des Bottroper Regisseurs Thomas Grandoch statt.
Im Jahr 2016 wurde die Bergarena auf der Halde Haniel bereits zum zweiten Mal Schauplatz einer großen Opernproduktion der Stadt Bottrop: Thomas Grandoch inszenierte die Oper Der fliegende Holländer von Richard Wagner mit über 300 Beteiligten auf und hinter der Bühne.
2002 wurde die Installation Totems vom baskischen Maler und Bildhauer Agustín Ibarrola aus über einhundert Eisenbahnschwellen geschaffen. Die Arbeit verbindet die „scheinbaren Gegensätze von Industrieraum und Natur“ (Aussage des Künstlers). 2007 wurde die auch als Windkamm bezeichnete Installation aufgearbeitet und umgesetzt. Heute stehen die Schwellen am Rande einer sichelförmigen Anhöhe, die auch den höchsten Punkt der Halde und den Windschutz für die Bergarena darstellt.
Im Sommer 2022 wurden die Totems für ein Fotokunstprojekt der Fotografen Torsten Thies und Jens Herre illuminiert. Ebenfalls 2022 wurden Teile des Musikvideos zu der Hymne der Deutschen Fußballnationalmannschaft der Frauen zur Fußball-Europameisterschaft der Frauen 2022 Next Generation mit der Sängerin SVRCINA sowie einigen Spielerinnen in der Bergarena gedreht.
Ende 2024 wurde entschieden, die Bergarena zurück zu bauen, da die Standfestigkeit durch Erosion nicht mehr gewährleistet ist und die Stadt Bottrop keinen finanziellen Spielraum für eine Sanierung sieht. Die Arbeiten sollen im Herbst 2025 beginnen und die Halde ab 2026 wieder ohne Einschränkungen zugänglich sein. 2035 soll die Halde von der Bergaufsicht der RAG Aktiengesellschaft in das Eigentum des Regionalverbandes Ruhr (RVR) übergehen.
Die Halde ist ein Panorama der Route der Industriekultur und bietet die Aussicht auf die nahegelegenen Anlagen des früheren Bergwerks Prosper-Haniel und das nordwestliche Ruhrgebiet.

## Flora und Fauna
Durch die Stilllegung und Renaturierung der Halde konnten sich viele Tier- und Pflanzenarten auf dem brachfallenden Gebiet ansiedeln. Am Fuß der Halde findet sich ein dichter Laubwald, der auch in der umgebenden Region typisch ist. Darin findet man neben Brombeeren und unterschiedlichen Farnen auch Bereiche mit Wildrosen, die sich mit zunehmender Höhe mit Nadelhölzern mischen. Die höchsten Ebenen der Halde werden von Gras und vereinzelten Pionierpflanzen wie Kamillen bewachsen.
Neben der Flora hat sich eine bemerkenswerte Faunengemeinschaft gebildet. Dazu gehören neben unterschiedlichen Hautflüglern auch Turmfalken, Erdkröten, Mauereidechsen und Wildkaninchen. Einige der dort anzutreffenden Tierarten sind in Nordrhein-Westfalen mittlerweile in ihren Beständen gefährdet.

## Fossilien
Der auf der Halde Haniel abgeladene Abraum aus dem Steinkohle-Bergbau stammt aus den Schichten des Karbon und enthält daher teilweise fossile Abdrücke von Pflanzen aus jenem Zeitalter.

## Galerie

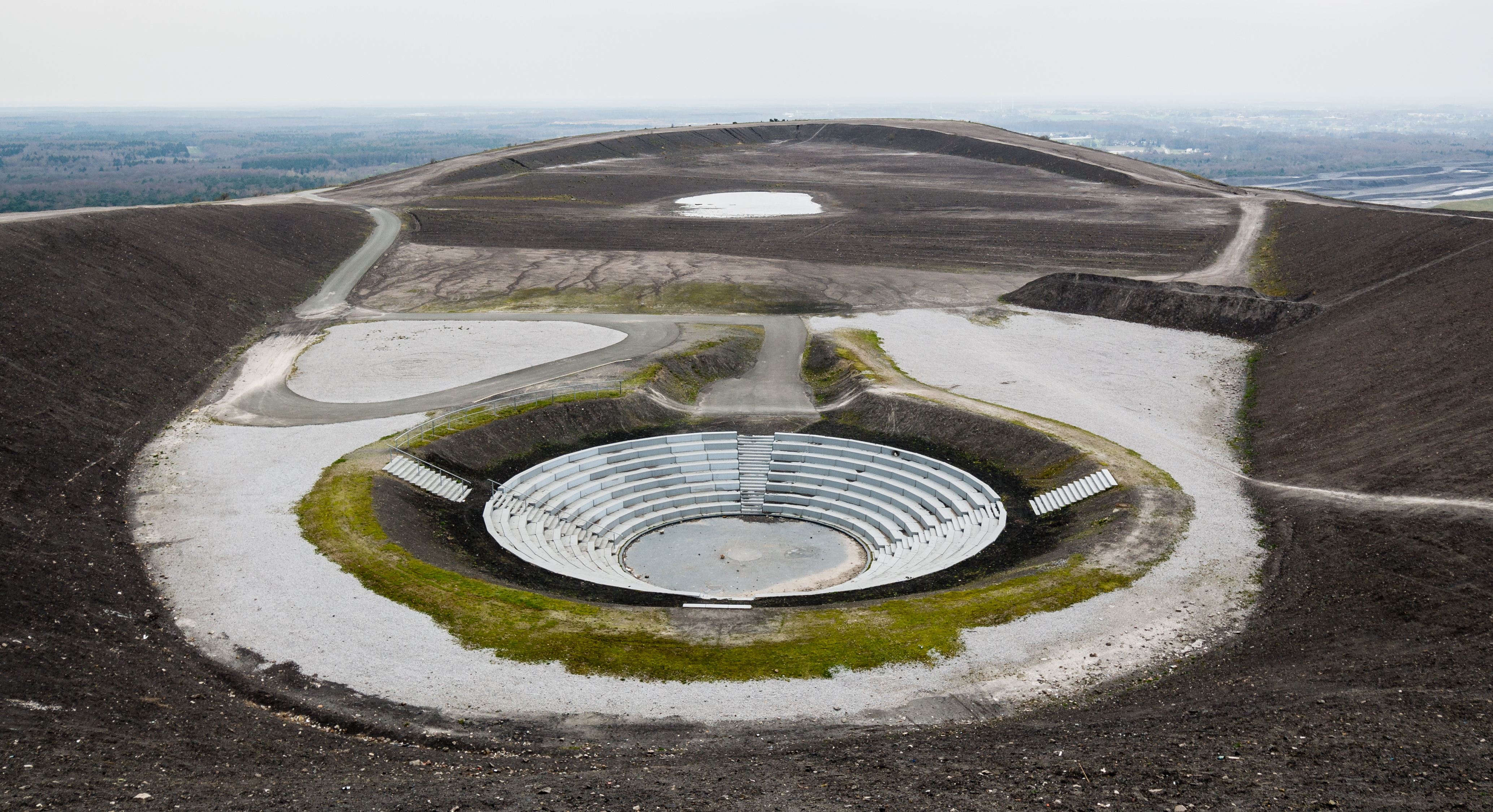
Amphitheater unterhalb der höchsten Kante der Halde Haniel
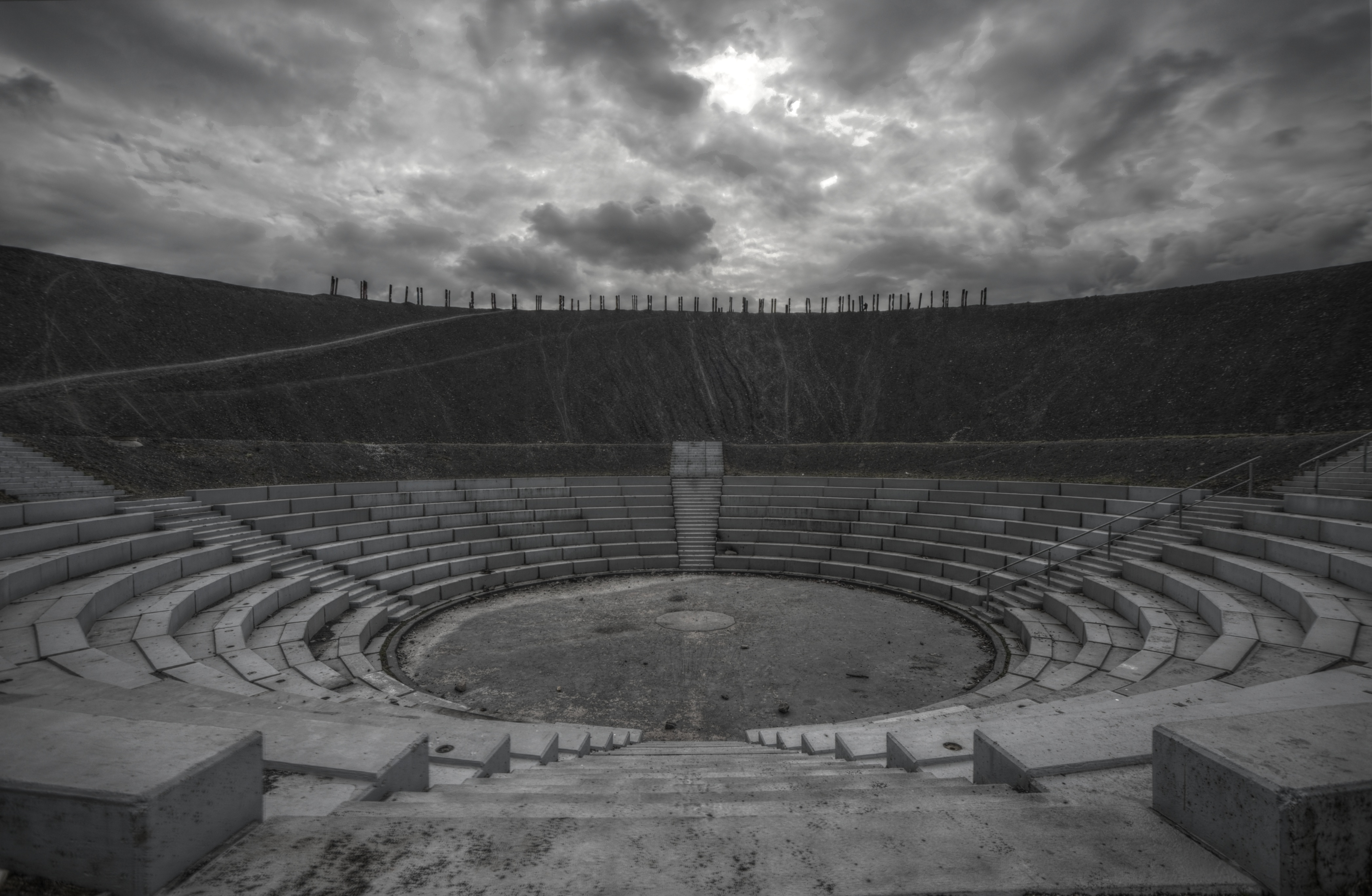
Amphitheater auf der Halde Haniel
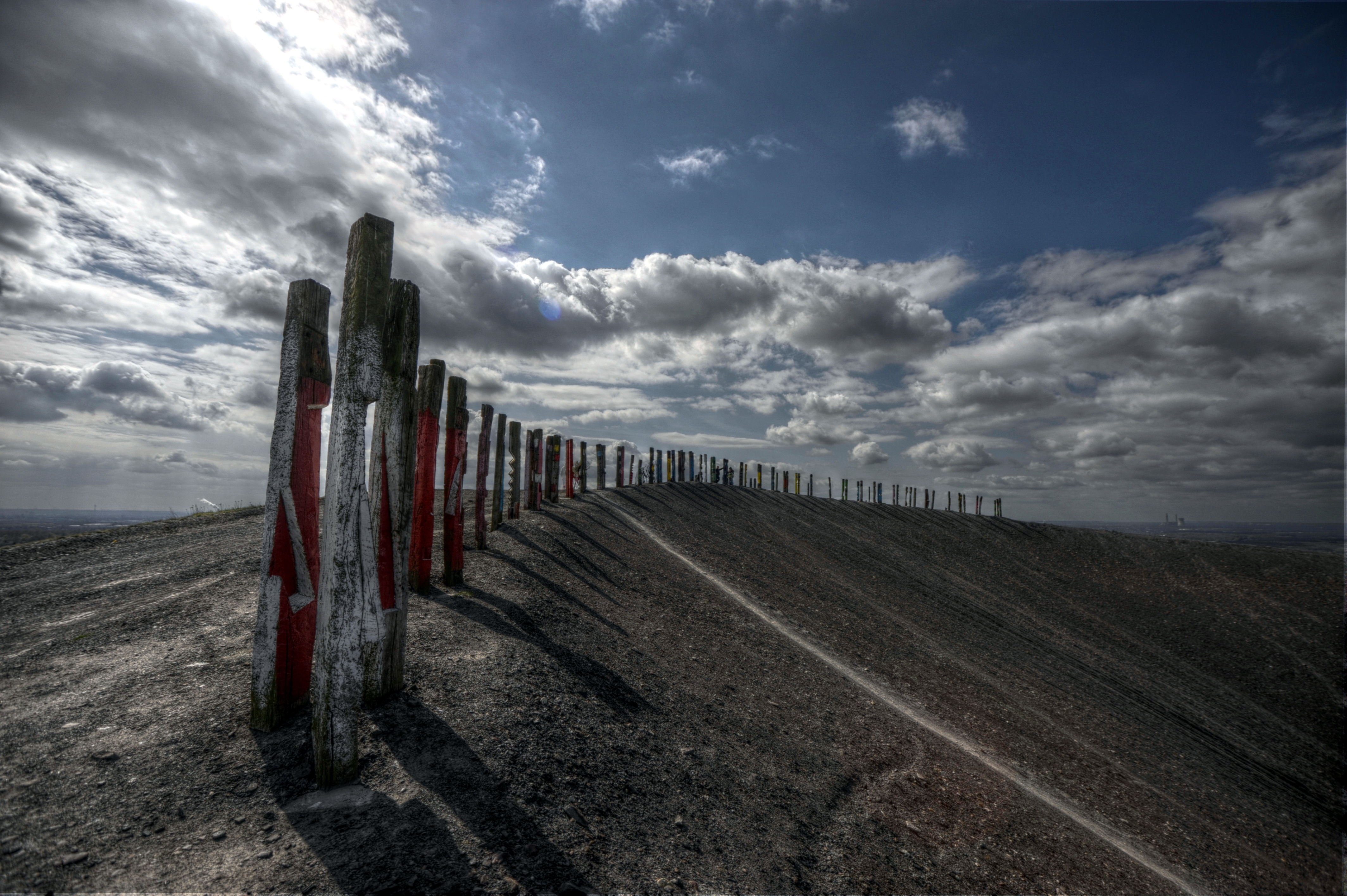
Stelen auf der Halde Haniel
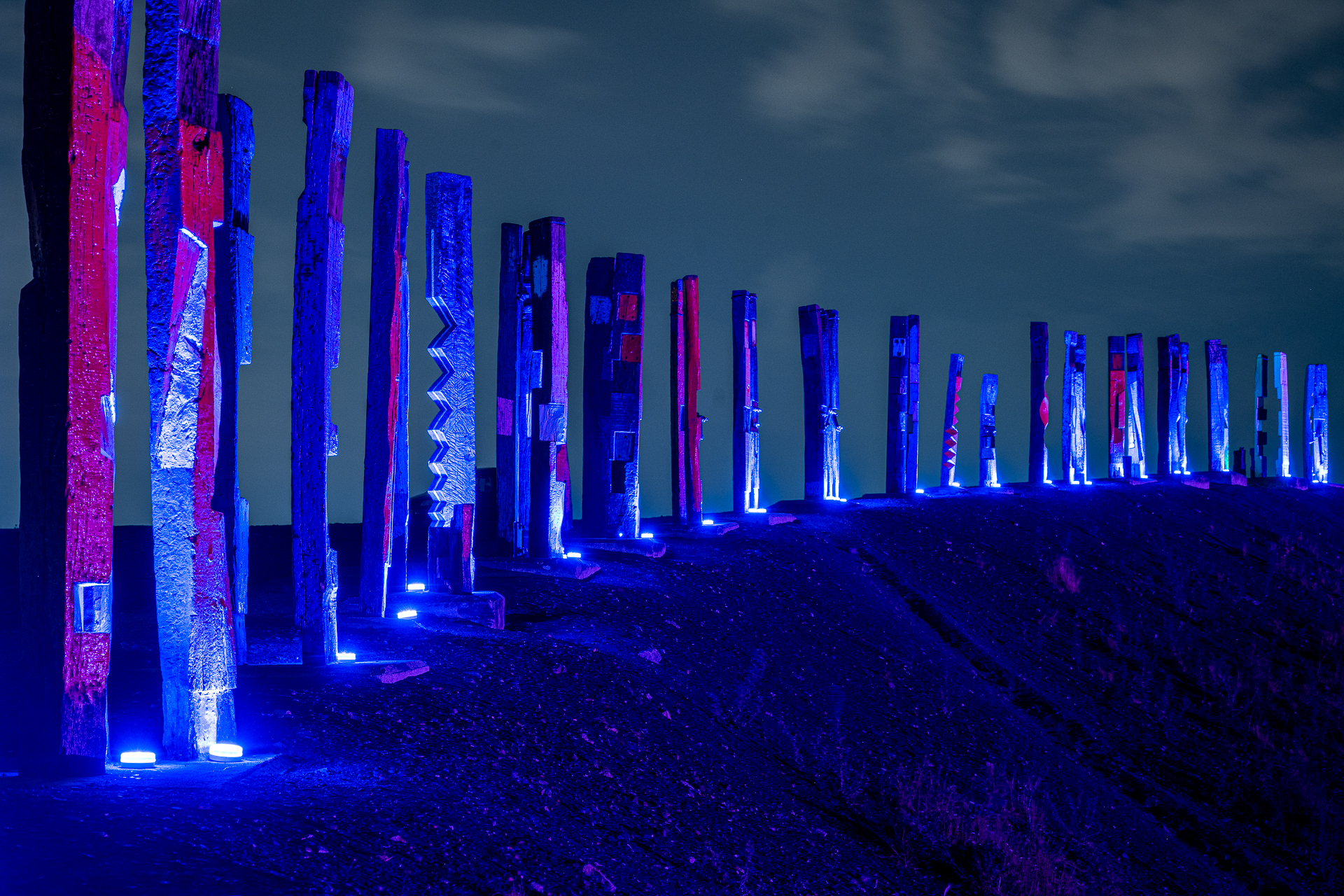
Lichtinstallation der Fotografen Torsten Thies und Jens Herre
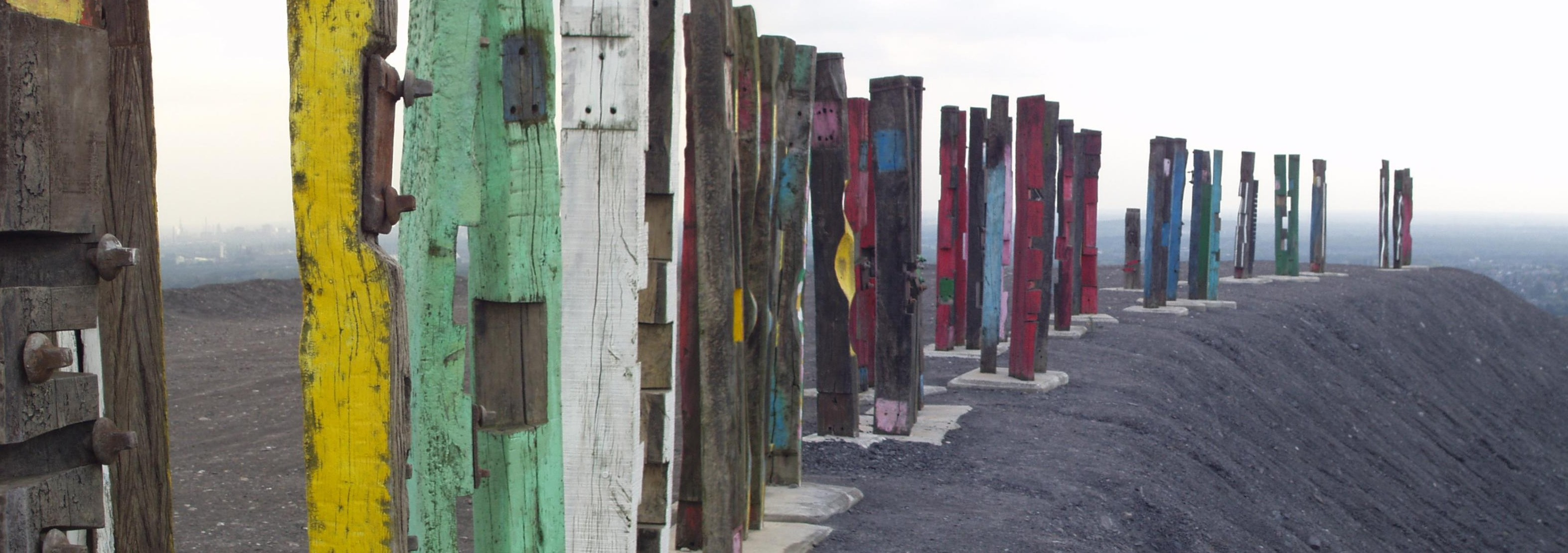
Kunstinstallation auf der Halde Haniel
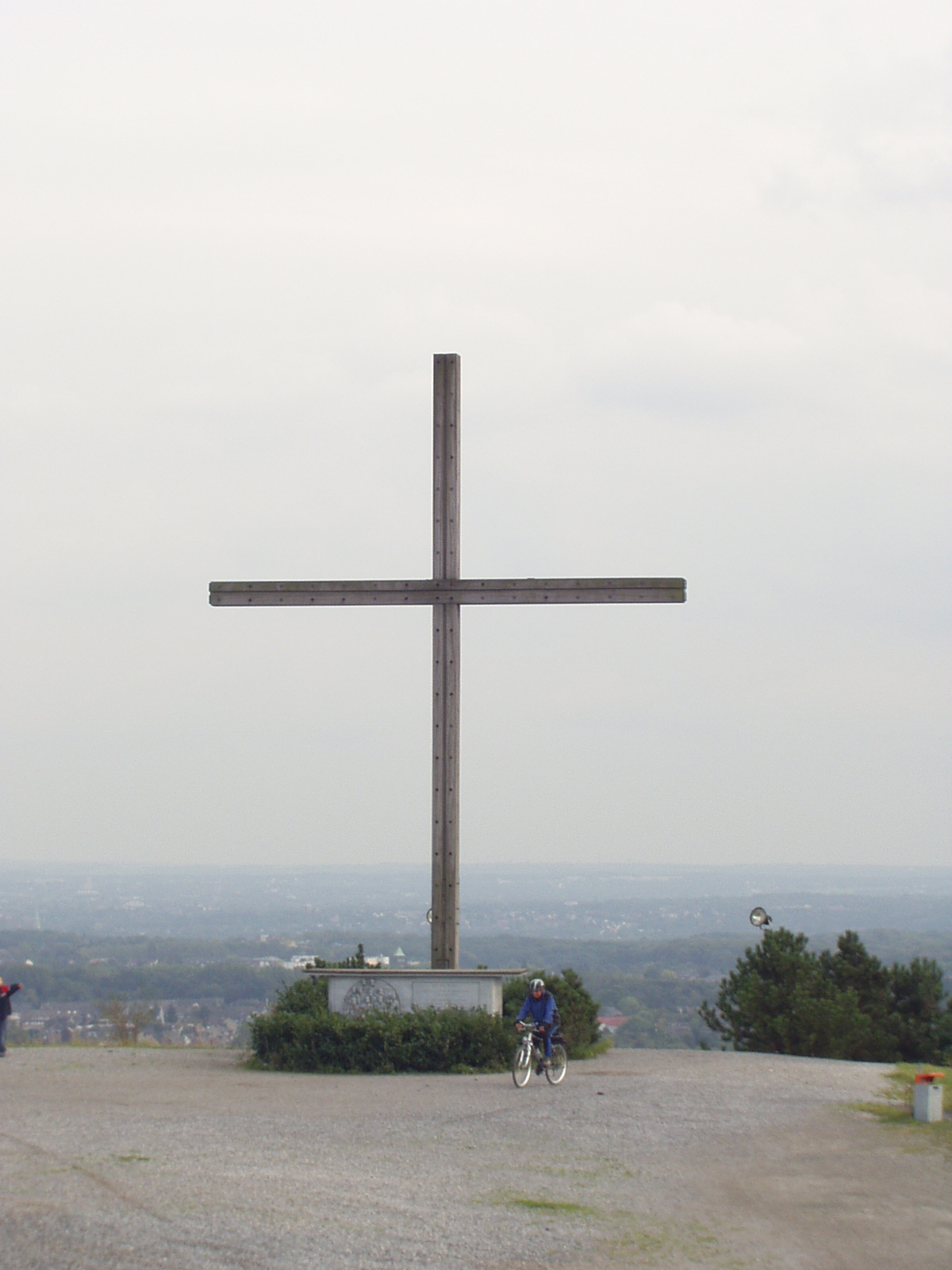
Das Gipfelkreuz
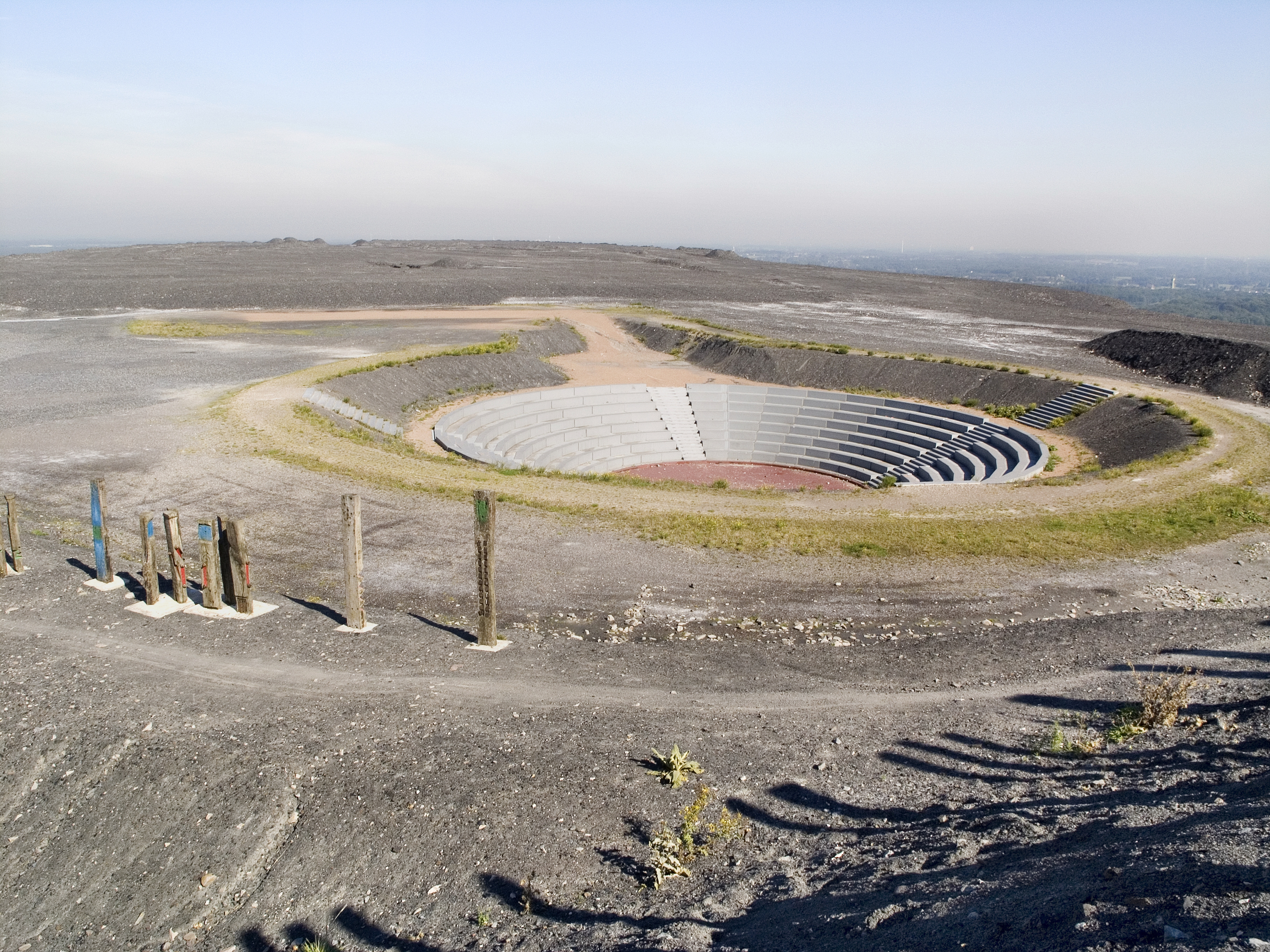
Das Amphitheater mit Stelen im Vordergrund
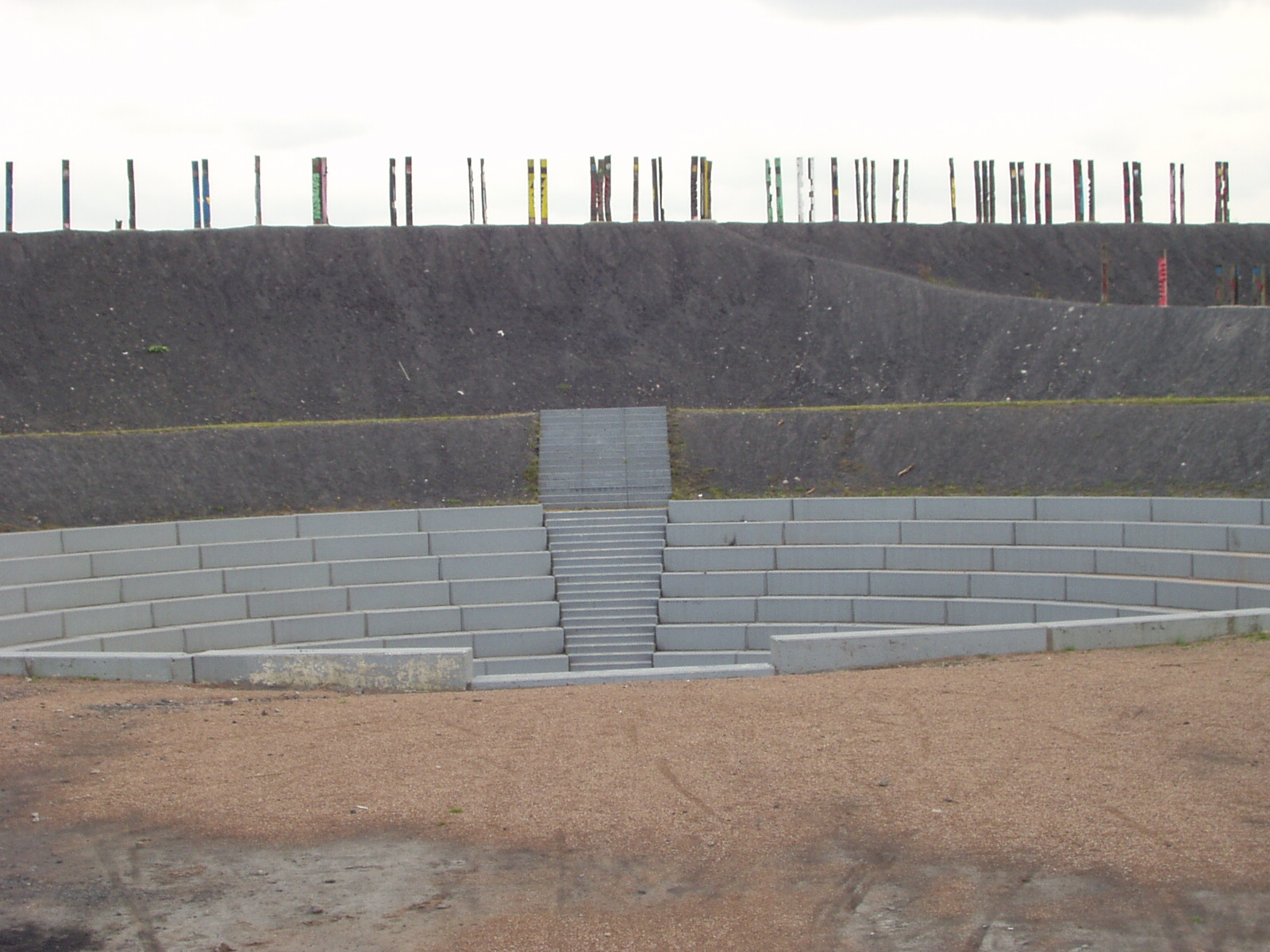
Das Amphitheater mit Blick auf die Stelen